# 妊娠癢疹
妊娠癢疹是一种妊娠皮肤病，会在手臂、腿和躯干上出现发痒的小肿块。它们成群结队地出现，抓挠会造成皮肤擦傷。一般在孕期20周至34周之间發病。它不会影響婴儿。
确切病因尚不清楚，但很可能是湿疹发作。一般认为的危险因子包括過去有湿疹病史。通常依症状和检查诊断。算是一種排除性診斷。它包括：贝斯尼埃妊娠癢疹（Besnier's prurigo gestationis）、諾斯氏早发型痒疹（Nurse's early-onset form of prurigo）以及斯普兰格勒妊娠期皮肤病（Splangler's paupalar dermatosis of pregnancy）。它是妊娠期的特異性皮疹（atopic eruption of pregnancy，AEP）的一种类型，其它包括：妊娠期湿疹（eczema in pregnancy）和妊娠期搔癢性毛囊炎。
使用外用類固醇乳膏治疗。抗组胺药也可能有效。其他选項包括过氧化苯甲酰和紫外線B光照治療。預後良好，症状常在產後三个月内自然消退，但未来的怀孕中可能会再复发。妊娠癢疹的发病率约为每 300 名孕妇中 1 名。在妊娠期發生的紅疹中约占 6%。此疾病于 1904 年由歐內斯特·亨利·貝斯尼耶（Ernest Henri Besnier）命名。